# Navire de munitions

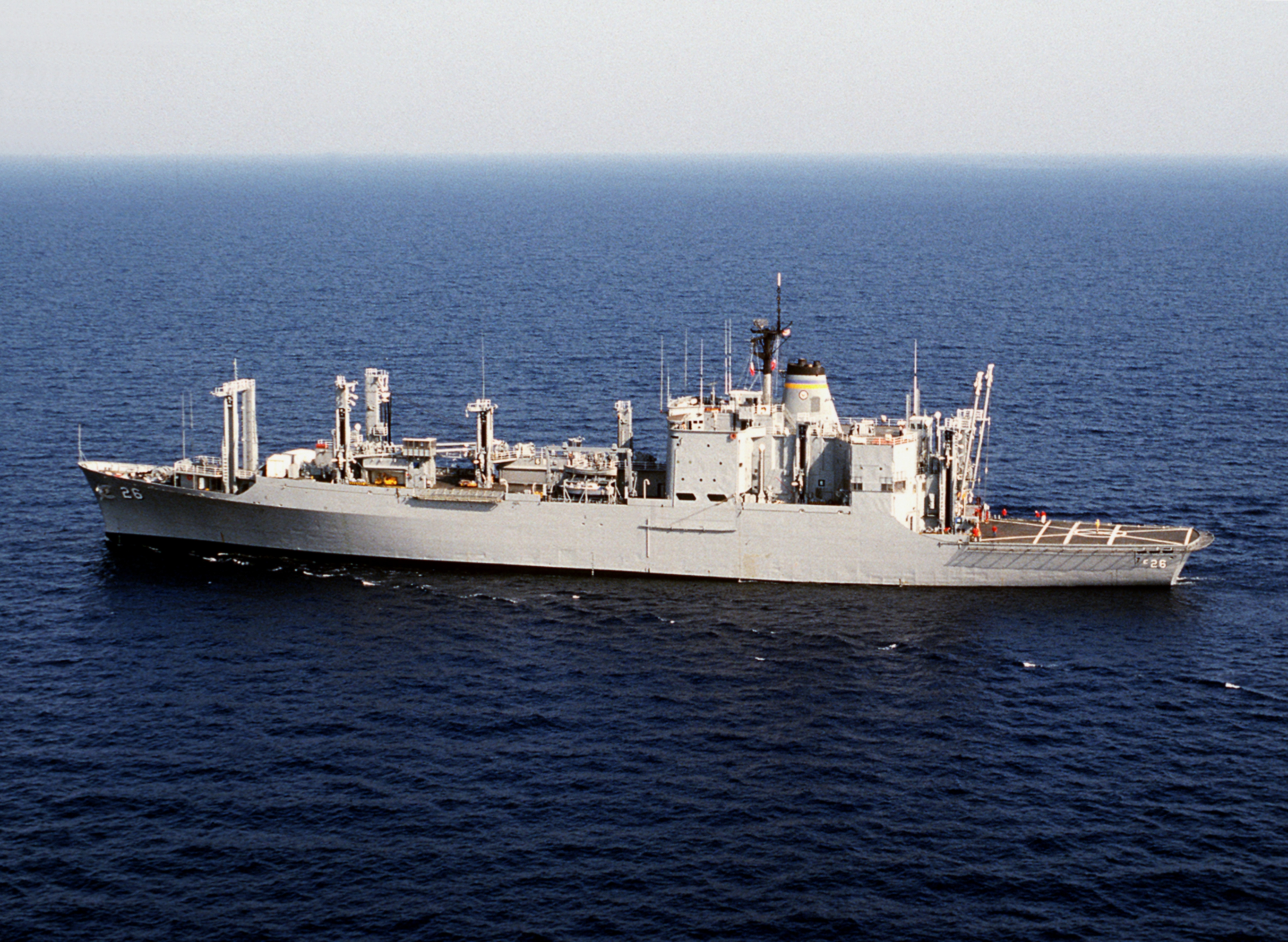
L’USNS Kilauea, l’un des derniers navires de munitions de l’US Navy

Un navire de munitions est un navire auxiliaire spécialement configuré pour transporter des munitions, généralement pour les navires de guerre et les avions. Les systèmes de manutention de la cargaison d’un navire de munitions, conçus dans un souci de sécurité extrême, comprennent des monte-munitions avec des sas entre les ponts et des mécanismes permettant d’inonder des compartiments entiers d’eau de mer en cas d’urgence. Les navires de munitions livrent le plus souvent leur cargaison à d’autres navires en utilisant le ravitaillement en mer, en utilisant à la fois le ravitaillement connecté et le réapprovisionnement vertical. Dans une moindre mesure, ils transportent des munitions d’un site à terre à un autre.

## Dans la marine des États-Unis
Les navires de munitions de l’US Navy sont souvent nommés d’après des volcans.
Pendant la Seconde Guerre mondiale, les navires de munitions de l’US Navy ont été réalisés à partir de navires marchands convertis ou spécialement construits sur des coques de navires marchands, souvent de type C2. Ils étaient armés et l’équipage était composé de marins de la marine. Pendant la guerre, plusieurs d’entre eux ont été détruits dans des explosions spectaculaires, comme l’USS Mount Hood, qui a explosé dans les îles de l'Amirauté le 10 novembre 1944, et le Liberty ship SS John Burke, qui a été touché par une attaque kamikaze près des Philippines le 28 décembre 1944, attaque qui a été filmée par un cameraman amateur sur un navire voisin. Le vaisseau s’est désintégré en quelques secondes avec la perte de tous les membres d’équipage. Le SS Canada Victory, le SS Logan Victory et le SS Hobbs Victory ont été touchés par des avions kamikazes à Okinawa et ont coulé.
Les derniers navires de munitions américains, la classe Kilauea, ont été remplacés par les navires à cargaison sèche de la classe Lewis and Clark, qui comprennent également le transport de cargaisons sèches et réfrigérées.